# Transmeta
Transmeta Corporation  est une société américaine créée en 1995 par David Ditzel puis reprise par Matthew R. Perry. 
Le titre était coté NASDAQ avec le code TMTA. Il a été retiré de cotation en 2009 à la suite du rachat par Novafora.

## Présentation, histoire
Cette entreprise, basée à Santa Clara, concevait des processeurs compatibles x86 de très faible consommation.
Transmeta mettait en avant l'absence de ventilateur nécessaire au refroidissement de ses processeurs Crusoe et Efficeon, ce qui lui permettait de concevoir des boitiers plus silencieux, paramètre essentiel pour des produits portables ou destinés à un usage familial.
Mais Transmeta n'a jamais su percer ni développer d'innovations décisives pour ce marché et, en janvier 2005, elle est obligée de se replier et d'engager une restructuration pour se concentrer sur la vente de son savoir-faire technique.
Transmeta a tiré sa révérence du secteur des microprocesseurs le 31 mars 2005, en laissant derrière lui AMD, Intel et VIA s’occuper du marché du semi-conducteur x86.
Transmeta est rachetée par Novafora en janvier 2009? pour 255,6 millions USD.

## Histoire
La société, créée en 1995, ne donne d'abord que très peu d'informations sur ses objectifs. Leur page web entre en ligne à la mi-1997 mais durant deux ans et demi environ, rien n'est affiché sauf This web page is not here yet. (cette page web n'est pas encore ici). Mais petit à petit l'entreprise dévoile des informations, évoquant l'adoption d'une nouvelle technologie nommée Code Morphing. Cette technologie consiste à traduire n'importe quel code x86 en un code natif compréhensible par leur processeur VLIW. À l'époque, des rumeurs courent à propos d'une technologie similaire au sujet du "Merced", le processeur en développement chez Intel. Mais le produit de Transmeta était censé avoir la capacité de traitement d'un super-ordinateur tout en étant meilleur marché et plus simple à fabriquer que ce que pouvaient offrir ses principaux rivaux.
En 2002, Transmeta lance sa technologie, la présentant comme une extraordinaire innovation qui révolutionnera le marché des microprocesseurs de basse consommation. Transmeta prétend même être le leader de l'efficacité (performance par watt). Un rapide examen de leur processeur Crusoe indique cependant que ses performances sont nettement à la traîne. Par ailleurs, le marché n'est pas encore vraiment prêt lors du développement du Crusoe. Intel et AMD, les éternels combattants déjà engagés dans une course au mégahertz (MHz), commencent eux aussi à orienter leurs efforts pour réduire la consommation de leurs CPU.
Constatant les insuffisances du Crusoe, Transmeta décide de développer dans l'urgence un nouveau CPU ayant pour but d'être 3 fois plus puissant que son prédécesseur à fréquence égale. En octobre 2003, Transmeta commercialise l'Efficeon.
Linus Torvalds, le créateur du noyau Linux et du logiciel Git, y a travaillé entre 1997 et 2003.